# Journal of Food Composition and Analysis
Das Journal of Food Composition and Analysis, abgekürzt J. Food Compos. Anal.,  ist eine wissenschaftliche Fachzeitschrift, die vom Elsevier-Verlag veröffentlicht wird. Die erste Ausgabe erschien im Jahr 1987. Derzeit erscheint die Zeitschrift mit acht Ausgaben im Jahr. Es werden Artikel veröffentlicht, die sich mit der chemischen Zusammensetzung der menschlichen Ernährung und analytischen Methoden zur Untersuchung der Nahrungsmittel beschäftigen.
Der Impact Factor lag im Jahr 2014 bei 1,985. Nach der Statistik des ISI Web of Knowledge wird das Journal mit diesem Impact Factor in der Kategorie angewandte Chemie an 20. Stelle von 70 Zeitschriften und in der Kategorie Lebensmittelwissenschaft & -technologie an 33. Stelle von 123 Zeitschriften geführt.